# 중앙대로 (안산시)
중앙대로(Jungang-daero)는 경기도 안산시 단원구 성곡동에서 이동 노적봉IC를 잇는 도로이다.

## 주요 경유지
경기도
- 안산시 단원구 (초지동 . 신길동 . 원곡동 . 고잔동 . 이동)

## 노선 경로
| 이름                           | 접속 노선              | 경유지 | 경유지 | 경유지 | 비고              |
| ------------------------------ | ---------------------- | ------ | ------ | ------ | ----------------- |
| (이름없음)                     | 시화로                 | 안산시 | 단원구 | 초지동 |                   |
| 외곽1교                        |                        | 안산시 | 단원구 | 초지동 |                   |
|                                | 신길동                 | 안산시 | 단원구 |        |                   |
| 만해사거리                     | 만해로                 | 안산시 | 단원구 |        |                   |
| 신길고가교차로 (신길고가교)    | 능길로                 | 안산시 | 단원구 |        |                   |
| 샛뿔육교                       |                        | 안산시 | 단원구 |        |                   |
| 신길샛뿔삼거리                 | 황고개로               | 안산시 | 단원구 |        |                   |
| (이름없음)                     | 성곡로                 | 안산시 | 단원구 |        |                   |
| (이름없음) (신길지하차도)      | 성곡로                 | 안산시 | 단원구 |        |                   |
| (이름없음)                     | 삼일로                 | 안산시 | 단원구 |        |                   |
| 안산역사거리 (안산지하차도)    | 국도 제39호선 (산단로) | 안산시 | 단원구 | 원곡동 | 국도 제39호선구간 |
| 안산역삼거리                   | 원곡로                 | 안산시 | 단원구 | 원곡동 | 국도 제39호선구간 |
| 협성연립삼거리                 | 원선로                 | 안산시 | 단원구 | 원곡동 | 국도 제39호선구간 |
| 연수원사거리                   | 원선1길 연수원길       | 안산시 | 단원구 | 원곡동 | 국도 제39호선구간 |
| 초지역사거리 (초지역 지하차도) | 동산로                 | 안산시 | 단원구 | 원곡동 | 국도 제39호선구간 |
| (이름없음)                     | 초지로                 | 안산시 | 단원구 | 원곡동 | 국도 제39호선구간 |
| 화정교                         |                        | 안산시 | 단원구 | 원곡동 | 국도 제39호선구간 |
| 고잔역사거리                   | 화정천동로             | 안산시 | 단원구 | 고잔동 | 국도 제39호선구간 |
| 안산우체국교차로               | 적금로                 | 안산시 | 단원구 | 고잔동 | 국도 제39호선구간 |
| 한양빌딩사거리                 | 광덕대로               | 안산시 | 단원구 | 고잔동 | 국도 제39호선구간 |
| 중앙역사거리                   | 한양대학로 에술대학로  | 안산시 | 단원구 | 고잔동 | 국도 제39호선구간 |
| 월피교                         |                        | 안산시 | 단원구 | 이동   | 국도 제39호선구간 |
| 터미널사거리                   | 항가울로               | 안산시 | 단원구 | 이동   | 국도 제39호선구간 |
| 단원미술관사거리               | 충장로                 | 안산시 | 단원구 | 이동   | 국도 제39호선구간 |
| 노적봉교차로                   | 국도 제42호선 (수인로) | 안산시 | 단원구 | 이동   | 국도 제39호선구간 |

## 주요건물및 시설
- E1 신길 LPG충전소 (경기도 안산시 단원구 신길동 중앙대로 179)
- S-OIL 내주유소 (경기도 안산시 단원구 신길동 중앙대로 391)
- 이마트 트레이더스 안산점 (경기도 안산시 단원구 신길동 중앙대로 397)
- 안산역 (경기도 안산시 단원구 원곡동 중앙대로 462)
- 파리바게뜨 안산역점 (안산시 단원구 원곡동 중앙대로 462)
- 초지역 (경기도 안산시 단원구 초지동 중앙대로 620)
- 고잔역 (경기도 안산시 단원구 고잔동 중앙대로 784)
- 이마트24 안산헤리티지점 (경기도 안산시 단원구 고잔동 중앙대로 869)
- 롯데백화점 안산점 (경기도 안산시 단원구 고잔동 중앙대로 873)
- 스타벅스 안산중앙역점 (경기도 안산시 단원구 고잔동 중앙대로 907)
- 중앙역 (경기도 안산시 단원구 고잔동 중앙대로 918)